# Anomala zapotensis
Anomala zapotensis är en skalbaggsart som beskrevs av Bates 1888. Anomala zapotensis ingår i släktet Anomala och familjen Rutelidae. Inga underarter finns listade i Catalogue of Life.